# Lupin III - Il castello di Cagliostro
Lupin III - Il castello di Cagliostro (ルパン三世 カリオストロの城?, Rupan Sansei: Kariosutoro no shiro) è un film anime del 1979 co-scritto e diretto da Hayao Miyazaki, con animazioni prodotte da Tokyo Movie Shinsha. Si tratta della seconda pellicola dedicata al personaggio di Arsenio Lupin III, disegnato da Monkey Punch. Il film segna l'esordio di Miyazaki come regista in un lungometraggio, dopo aver lavorato come animatore per Toei Animation e Telecom Animation Film e aver diretto diverse serie televisive anime, tra cui Le avventure di Lupin III.
Il castello di Cagliostro segue le vicende del ladro gentiluomo Lupin III, che dopo aver rapinato con successo un casinò, scopre che i soldi sono contraffatti. Si dirige quindi a Cagliostro, presunto luogo di produzione delle banconote false, dove tenta di salvare la duchessa Clarisse in fuga dagli uomini del Conte di Cagliostro; il Conte progetta di sposare Clarisse per consolidare il suo potere e recuperare il leggendario tesoro di Cagliostro, e ciò richiede un anello del quale è in possesso Clarisse. Lupin arruola i suoi soci, Jigen e Goemon, e invia il suo biglietto da visita al Conte per portare al castello l'ispettore Zenigata, la sua nemesi di vecchia data. Dopo essere rimasti intrappolati nei sotterranei del castello, Lupin e Zenigata stringono un patto per fuggire e sventare la contraffazione di denaro e salvare Clarisse dal suo matrimonio forzato con il conte.
La distribuzione nelle sale giapponesi avvenne il 15 dicembre 1979, grazie a Toho. Nonostante prestazioni non esaltanti al botteghino, Il castello di Cagliostro ha raccolto grandi elogi, con critici e storici che hanno notato l'influenza della pellicola sulle opere successive di Miyazaki, consolidandosi col tempo come l’opera più popolare e apprezzata dell'intero media franchise di Lupin III, tanto da diventare un film di culto. Il film ha avuto una grande influenza su animatori e registi di tutto il mondo, come il regista della Pixar John Lasseter e diversi film Disney, incluse opere del Rinascimento Disney. Anche il film d'animazione al computer giapponese del 2019 Lupin III - The First ha una struttura della trama vagamente modellata su Il castello di Cagliostro.

## Trama
Nel 1968, dopo esser fuggito a bordo della sua Fiat 500 F assieme a Jigen, il ladro di fama internazionale Arsenio Lupin III s'accorge che il denaro appena rubato dal caveau del Casinò di Monte Carlo appartiene al "denaro del Capro", una valuta falsa di eccellente qualità. Egli decide quindi di andare alla fonte, giungendo nell'Arciducato di Cagliostro.
Poco dopo il loro arrivo, i due salvano una giovane ragazza inseguita da una banda di malintenzionati. Lupin e la ragazza cadono in un dirupo e Lupin sviene, mentre la giovane scappa lasciando al ladro un anello con un sigillo. Lupin riconosce nella ragazza Clarisse, la dolce e bellissima duchessa di Cagliostro, tornata dopo dieci anni in convento per diventare controvoglia la sposa del malvagio Conte di Cagliostro, suo lontano parente e reggente del Paese dalla morte dei suoi genitori.
Durante la notte, un esercito di assassini mascherati cerca di uccidere Lupin e Jigen e di portare via l'anello, ma i due ladri riescono a metterli fuori gioco e a fuggire. Lupin lascia il suo biglietto da visita sulla schiena di Jodo, il maggiordomo del Conte nonché capo degli assassini, annunciando che presto porterà via Clarisse dalle sue grinfie. Lupin e Jigen chiamano il loro amico Goemon per aiutarli a salvare la duchessa e avverte l'ispettore Zenigata della sua posizione per distrarre il conte. La presenza dell'ispettore e i suoi uomini, infatti, danno a Lupin abbastanza tempo per intrufolarsi nel castello e lì trova una sua vecchia conoscenza, Fujiko Mine, che si è fatta assumere come dama di compagnia di Clarisse, ma che in realtà punta al denaro del Capro. Lupin raggiunge la duchessa nella torre dov'è segregata e le rende l'anello, giurando di aiutarla a fuggire, ma prima che possa agire, il Conte e suoi uomini gli intimano di consegnare l'anello in cambio della sua incolumità, ma alla consegna lo fanno precipitare in una botola segreta che porta ai sotterranei del castello. In realtà il ladro ha previsto tutto e ha consegnato al Conte un anello falso contenente una trasmittente. Quest'ultimo invia tre suoi scagnozzi nei sotterranei con il compito di recuperare il vero l'anello.
Vagando nei sotterranei, Lupin incontra Zenigata, caduto accidentalmente in un'altra botola, e i due formano un patto per aiutarsi a vicenda a fuggire. Dopo aver sbaragliato i loro inseguitori, trovano la stanza in cui viene realizzato il denaro falso e lo incendiano per creare un diversivo. Inseguiti, i due amici-rivali riescono a rubare l'autogiro del Conte; tuttavia, nel tentativo di salvare Clarisse, Lupin viene ferito gravemente da un colpo di mitragliatrice. Clarisse offre l'anello in cambio della vita del ladro gentiluomo e dopo aver ottenuto l'anello, il Conte, aiutato da Jodo, cerca di ucciderlo, ma viene salvato da Fujiko, che distraendo l'antagonista dà il tempo a Zenigata di tornare e fuggire con l'autogiro. Mentre Lupin cerca di rimettersi, Zenigata denuncia per contraffazione il Conte, ma i politici, complici del falsario, non glielo permettono e fanno pressione all'Interpol per rimuoverlo dal caso. Nel frattempo, Lupin, anche se ancora debole, architetta un piano per mandare all'aria il matrimonio e salvare Clarisse. Egli rivela a Jigen, Goemon e al giardiniere del castello (grande amico di Clarisse) le reali ragioni del salvataggio della ragazza. Infatti, dieci anni prima, un giovane ed inesperto Lupin aveva cercato di impossessarsi del denaro del Capro, ma dopo l'infruttuoso tentativo in cui era stato ferito, era stato salvato dall'allora bambina Clarisse e dal suo cane Carl. Lupin dà istruzioni a tutti per sventare le nozze e far venire alla luce i traffici illegali del Conte.
Il matrimonio sembra andare come previsto, ma al momento del "sì", si palesa il "fantasma" di Lupin che interrompe la cerimonia. Il Conte chiama le sue guardie, ma Lupin (travestito da arcivescovo) scappa con Clarisse e gli anelli. Nel frattempo, durante il caos generale, Zenigata e i suoi uomini entrano nella zecca clandestina seguiti da Fujiko travestita da reporter televisiva che trasmette tutto in mondovisione, smascherando la produzione di banconote false. Il Conte insegue Lupin e Clarisse sulla torre dell'orologio del castello, dove il ladro è costretto a cedere gli anelli per salvare la ragazza, ma dopo aver rivelato il segreto degli anelli al Conte, i due si buttano nel lago che circonda la torre. Dopo aver utilizzato gli anelli, il Conte muore stritolato dalle enormi lancette della torre dell'orologio. Al rintocco dell'orologio si attiva un meccanismo che fa crollare la torre, liberando un'antica chiusa che svuota il lago retrostante, e viene rivelato il tesoro dei Cagliostro: le rovine di un'antica città romana sommersa. Lupin non può certo permettersi di rubare un tesoro così ampio e Clarisse può cominciare una nuova vita.
Lupin e i suoi amici lasciano Clarisse e fuggono inseguiti da Zenigata coi suoi uomini, mentre Fujiko, che ha fatto in tempo a rubare le matrici dalla stamperia, mostra il bottino a Lupin e fugge via a bordo della sua moto.

## Personaggi
- Arsenio Lupin III (アルセーヌ・ルパン三世?, Arusēnu Rupan sansei)
- Daisuke Jigen (次元 大介?, Jigen Daisuke)
- Goemon Ishikawa XIII (十三代目石川五右衛門?, Jūsandaime Ishikawa Goemon)
- Fujiko Mine (峰 不二子?, Mine Fujiko)
- Koichi Zenigata (銭形 幸一?, Zenigata Kōichi)
- Clarisse de Cagliostro (クラリス・ド・カリオストロ?, Kurarisu do Kariosutoro), duchessa erede al trono di Cagliostro
- Lazare de Cagliostro (ラザール・ド・カリオストロ?, Razāru do Kariosutoro),[3] Conte reggente dell'Arciducato di Cagliostro
- Jodō (ジョドー?, Jodō), collaboratore di Cagliostro

## Produzione
La produzione è iniziata nel maggio 1979 con la stesura della sceneggiatura e la creazione degli storyboard. La storia è stata divisa in quattro parti, ma al completamento della terza parte, furono fatte delle modifiche per non sforare il tempo previsto di durata. L'animazione cominciò a luglio, quando la creazione degli storyboard era ancora incompleta, infatti il regista ha dovuto completarli in fretta durante l'animazione. L'intero processo produttivo fu ultimato negli ultimi giorni di novembre, poche settimane prima dell'uscita nelle sale, avvenuta il 15 dicembre.
Alcuni degli elementi del film sono stati presi dalla vita reale, come la Fiat 500 F di Lupin, che era la macchina dell'animatore Yasuo Ōtsuka, o l'auto utilizzata da Clarisse, una Citroën 2CV, che fu la prima auto posseduta da Miyazaki.

### Colonna sonora
La musica del film è stata composta Yūji Ōno, e varia tra il jazz, musica classica e pezzi romantici. La musica è stata eseguita dalla You & The Band Explosion, che aveva già lavorato sulla seconda serie. La canzone principale è Honō no takaramono, scritta da Jun Hashimoto, composta da Yūji Ōno ed eseguita da Bobby (alias Toshie Kihara), ed è stata successivamente distribuita come LP singolo. La prima versione della colonna sonora, intitolata Lupin the 3rd The Castle of Cagliostro Original Soundtrack BGM Collection, contiene le versioni estese dei pezzi contenuti nel film. L'album è stato originariamente venduto su vinile e audiocassetta nel 1983. Nel 2003, l'album è stato nuovamente distribuito e reintitolato Lupin the 3rd: The Castle of Cagliostro – Music File, contenente anche 13 pezzi realizzati e poi inutilizzati.

#### Tracce
1. Prologue[7]
2. Jump! (M15 Edit)
3. Hitting the Street in the Day
4. The Treasure of the Flame (Opening)
5. By: Bobby
6. On Cloud Nine (M11)
7. Lupin '80: Car Chase 1
8. Lupin '80: Car Chase 2
9. Evil Glory
10. Meeting Clarisse
11. To the Castle
12. Mysterious (M6)
13. The Count Appears
14. The Man in the Restaurant - Spaghetti Scramble
15. The Group in Pursuit
16. Fujiko's Search
17. Goemon Appears
18. Inspector Zenigata Arrives
19. Strategy Time (M18)
20. Lupazen Operation
21. Tiptoe (M3)
22. Lupin Gone
23. Mystery Zone (M20)
24. Jumping from the Roof (M15)
25. Clarisse's Room (M6 Bridge)
26. The Treasure of the Flame Variation III
27. Clarisse's Crisis
28. Night of Terror (M21)
29. Clarisse and the Rose (M16)
30. Shadows of the Dungeon
31. The Baron's Conspiracy (M1)
32. Cordon Breakthrough Variation (M15)
33. History of the Goat Bills (M2)
34. Find Lupin (M22)
35. Samba Temperado
36. Clarisse Takes the Ring
37. There Will Be No Mobilization...
38. Gluttonous Lupin
39. Lupin's Recollection
40. Wedding - Johann Sebastian Bach, Pastorale BWV 590 III Aria
41. Different Intent! - Lupin's Whisper - Seizing the Ring - The Priest's True Colors
42. Lupin the 3rd '80
43. Advancing on the Counterfeit Workshop
44. The Treasure of the Flame · Arrangement
45. Tonight the Conspirators Face Zantetsuken
46. The Lone Wolf of Pathos (M5)
47. Deal at the Clock Tower
48. Lupin Falls
49. Save Clarisse!
50. C-DAG
51. Mysterious Journey
52. The Treasure of the Flame Variation III
53. The Treasure of the Flame (Ending)
54. Cordon Breakthrough (M15 Bridge)
55. History of the Goat Bills (M2 Bridge)
56. The Lone Wolf of Pathos (M5-T1)
57. M4
58. Bridge-1
59. Bridge-2T4
60. M12
61. Hamm.Org A
62. Hamm.Org B
63. M17B-T2
64. Jump! (ME-T1)
65. Jump! (ME-T2)
66. The Treasure of the Flame · Arrangement (M16 Oberheim)

## Distribuzione
Il film è uscito in Giappone il 15 dicembre 1979.
Un anno dopo, la casa di distribuzione TMS ha cominciato a presentare il film negli Stati Uniti in previsione di un'uscita nei cinema nordamericani. Il debutto nelle sale statunitensi è avvenuto il 3 aprile 1991 a New York distribuito da Streamline Pictures, con l'uscita seguito da un'uscita in home-video avvenuta nell'ottobre del 1992. Nel Regno Unito è uscito il 10 giugno 1996 distribuito da Manga Video.
A 35 anni dalla prima proiezione, il film è tornato nelle sale giapponesi dal 9 maggio 2014, con una versione restaurata a cui è seguita l'uscita in DVD e Blu-ray. Quest'ultima è stata distribuita sia individualmente che come parte di un cofanetto contenente tutti i film di Miyazaki ed entrambe queste versioni sono state commercializzate dallo Studio Ghibli in collaborazione con la Disney.

### Date di uscita internazionali
- Giappone: 15 dicembre 1979; 9 maggio 2014 (riedizione)[11][12]
- Brasile: 11 settembre 1981[11]
- Italia: 1º gennaio 1984 (prima TV); 6 luglio 2007 (cinema)[11]
- USA: 3 aprile 1991[11]
- Regno Unito: 10 giugno 1996[11]
- Finlandia: 1º gennaio 1997 (VHS)[11][12]
- Germania: 11 aprile 2002[11] (DVD); 20 gennaio 2013 (Japanische Filmwoche)[12]
- Francia: 10 maggio 2002 (DVD)[11]
- Estonia: 5 aprile 2008 (Japanese Anime Festival)[11][12]
- Svezia: 17 agosto 2011 (DVD)[11]
- Cile: 10 luglio 2015[12]

### Edizioni italiane

#### Prima edizione
La prima edizione è stata trasmessa per la prima volta in televisione su Italia 1 il 1º gennaio 1984 e più volte replicata fino agli anni 2000. Questa versione non è stata doppiata dal cast della serie televisiva ed è curata dalla società romana Gruppo Trenta, con la direzione di Paolo Poiret.
Questa edizione presenta alcuni errori: in una breve scena verso la fine il doppiatore di Lupin non è più Loris Loddi, ma Mauro Gravina e più avanti si sentono ripetersi due battute, in un tempo che niente ha in comune con le frasi. Inoltre il nome di Fujiko Mine è stato cambiato in "Rosaria", mentre quello di Clarisse diventa "Clarissa".

#### Seconda edizione
La seconda edizione del film è stata realizzata per l'home video, distribuita dalla Logica 2000 ed è uscita prima in videocassetta nel 1992 edita da Yamato Video. Anche questa edizione non presenta il cast ufficiale della serie televisiva. Il doppiaggio è stato curato dalla società milanese DDE Divisione Doppiaggio Edizioni, con la direzione di Sergio Masieri. Vi sono molti errori nella traduzione, come ad esempio l'arcivescovo che diventa papa o le rovine della città romana erroneamente attribuite a Roma; inoltre Zenigata in alcune scene viene erroneamente chiamato detective, mentre in altre viene correttamente considerato un ispettore.
Le trasmissioni televisive sui canali Mediaset (Hiro, Italia 2 e Italia 1) hanno utilizzato questo doppiaggio dal 2009 al 2021.

#### Terza edizione
La terza edizione è stata distribuita per la prima volta nei cinema italiani il 6 luglio 2007 su iniziativa di Yamato Video e da Mikado Film. Questa versione è stata presentata in un'edizione completamente rinnovata: è stato infatti acquisito l'internegativo giapponese per poter offrire una qualità superiore delle immagini, e per il doppiaggio è stato convocato il cast della serie televisiva ed è stato realizzato un adattamento più fedele ai dialoghi originali senza censure.
Il doppiaggio è stato curato dalla società milanese Raflesia, con i dialoghi di Vittoria Ponticelli e la direzione di Aldo Stella (che nel film doppia l'arcivescovo) e tornano alcuni doppiatori della seconda edizione: Ivo De Palma, che è ancora la voce del conte di Cagliostro; Antonio Paiola, che è di nuovo il giardiniere e Giulia Franzoso, che nella seconda edizione doppiava Clarisse, la cui voce viene data alla cameriera.

### Edizioni home video

#### VHS
Il film è uscito in VHS edito da Yamato Video con il doppiaggio home video nel 1992. La stessa edizione è uscita anche con marchio "Cartoon Collection" e in edicola con la raccolta "Manga Mania".

#### DVD
- La prima edizione in DVD del film risale al 2003, pubblicata da Dvd Storm, sia in un'edizione a disco singolo che doppio, e comprende il primo doppiaggio italiano (in versione mono, è stato infatti impossibile effettuare lavori di restauro) e il secondo doppiaggio (in DTS, 5.1 e 2.0). I sottotitoli sono presenti solo in italiano e sono fedeli al secondo doppiaggio. Nel cofanetto del doppio disco vi è anche un booklet con le descrizioni del film e dei personaggi.
  - Extra
    - Edizione a disco singolo: galleria fotografica con gli storyboard di personaggi, macchine e armi
    - Edizione a disco doppio (DVD 1): galleria fotografica (la stessa dell'edizione singola), elenco della filmografia essenziale di Miyazaki
    - Edizione a disco doppio (DVD 2): storia del film raccontata da Alessandro Bencivenni, interviste ad alcuni doppiatori ufficiali e non dei personaggi (anche se nessuno di questi presta la sua voce nei due doppiaggi presenti in quest'edizione), intervista a Jonathan e Riccardo Zara con esecuzione della loro sigla scartata per Le nuove avventure di Lupin III, ovvero "Il fantomatico Lupin", un'esibizione live di Enzo Draghi della sigla "Lupin, l'incorreggibile Lupin" a La notte delle stelle più un easter egg con il backstage dell'intervista e dell'esibizione di Jonathan e Riccardo Zara.
- La seconda versione in DVD, edita da Yamato Video, risale al 2005 ed è una ristampa dell'edizione a disco singolo della Dvd Storm. In questo disco non è presente, però, l'audio del primo doppiaggio italiano. La stessa edizione è stata presentata anche in edicola in collaborazione con De Agostini.
- A novembre 2007 è uscita l'edizione Dolmen Home Video/Yamato Video che comprende il terzo doppiaggio italiano, in DTS, 5.1 e 2.0, e quello giapponese in dual mono. Le tracce dei sottotitoli presenti sono fedeli sia al doppiaggio italiano che a quello giapponese. È distribuita da Yamato Video in un'edizione a disco singolo, una a disco doppio e un'altra sempre a disco doppio ma con in più un diorama con Lupin, Jigen e Goemon tratto dalla cover. L'edizione singola è stata ristampata in occasione dell'uscita con La Gazzetta dello Sport il 18 novembre 2011.
  - Extra
    - Edizione a disco singolo e primo disco della doppia: Trailer, galleria fotografica, schede varie ("Biografia di Hayao Miyazaki", "Identikit: la squadra", "Notizie dal mondo di Cagliostro", "Buon compleanno Lupin III", "Monkey Punch, il disegnatore che amava James Bond" e "Un capolavoro: il castello di Cagliostro")
    - Secondo disco dell'edizione doppia: Storyboard del film in multiangolo, speciale "Ridoppiare un classico" e collegamento al sito internet ufficiale italiano (solo usandolo come dvd-rom).
- A febbraio 2008 è uscito in edicola con TV Sorrisi e Canzoni il film con il doppiaggio del 2007.

#### Blu-ray Disc
Una versione in formato Blu-ray Disc è uscita nel marzo 2012, edita sempre da Yamato Video; l'unica differenza è che nel Blu-Ray manca tra gli extra lo storyboard del film in multiangolo. Questa edizione è stata racchiusa nel BD Box "Lupin III - Red Box", contenente anche i Blu-ray Disc de La pietra della saggezza e La lampada di Aladino.
Successivamente è stata distribuita una nuova versione in alta definizione all'interno di una raccolta giapponese dedicata al regista Miyazaki: la pellicola ha subito un intenso restauro tramite il quale sono stati ripristinati i colori originali.

## Accoglienza
Nonostante l'iniziale scarso risultato al botteghino, Il castello di Cagliostro ha raccolto elogi, con critici e storici che hanno notato l'influenza del film sulle opere successive di Miyazaki, e da allora è diventato il film più popolare e apprezzato dell'intero franchise di Lupin III. Tuttavia, alcuni hanno disapprovato la sua rappresentazione di Lupin come un eroe galante invece della sua persona originale come un criminale spietato. Il film ha avuto una grande influenza su animatori e registi di tutto il mondo, come il regista della Pixar John Lasseter e diversi film Disney.

### Incassi
Al botteghino giapponese, Il castello di Cagliostro ha incassato 600 milioni di yen, a fronte di un budget di 500 milioni. Le proiezioni all'estero del film nel 2007 e nel 2017 hanno incassato in seguito 152,775 $ in Italia e Corea del Sud, e 142,425 $ negli Stati Uniti, portando l'incasso all'estero del film a 295,200 $ al di fuori del Giappone. In Italia, al suo debutto, l'incasso fu di 143,398 $ (circa 135000 €) di cui 37000 € incassati nella prima settimana di proiezioni.

### Critica
Nonostante una performance al box office considerata sottotono, il film ottenne nel corso degli anni sempre più popolarità, al punto da essere definito dai lettori di Animage il migliore anime della storia prima dell'uscita di Nausicaä della Valle del vento. Il sito di recensioni Rotten Tomatoes registra un 95% di gradimento, con una media di 7,4/10. Su Metacritic, che ha compilato 6 recensioni e calcolato una valutazione media di 71 su 100, il film ha ricevuto "recensioni generalmente favorevoli." IMDb riporta un punteggio di 7,6 su 10, MyAnimeList 8,15 su 10, mentre MYmovies.it 3,85 su 5. Alcuni fan sostengono che non sia un vero titolo di Lupin, a causa dell'alterazione da parte di Miyazaki del personaggio titolare in un eroe maldestro piuttosto che nell'originale, spietato criminale. Monkey Punch, creatore di Lupin III, ha definito Il Castello di Cagliostro un film "eccellente", ma ha convenuto che la visione di Lupin di Miyazaki differisce dalla sua.
Nel gennaio 2001, la rivista giapponese Animage ha eletto Il castello di Cagliostro la nona migliore produzione di anime di tutti i tempi. Il film è stato anche nominato "il miglior film d'animazione giapponese di tutti i tempi" dalla rivista cinematografica Kinema Junpo nel 2009.
Nel 2020, Screen Rant ha posizionato Il Castello di Cagliostro al primo posto tra i migliori film diretti da Miyazaki.

## Influenza
Il castello di Cagliostro è stato citato come una possibile influenza sui film di Indiana Jones di Steven Spielberg e George Lucas, in particolare il primo film I predatori dell'arca perduta (1981). Hanno una serie di somiglianze, tra cui un'avventura allegra, tono umoristico, stile d'azione generale simile, trama di caccia al tesoro, un protagonista intelligente che, invischiato in situazioni molto difficili, se la cava con il suo ingegno, l'uso di armi convenzionali e non, l'aiuto di diversi aiutanti competenti e un inseguimento in auto lungo tortuose strade di montagna.
Nel 1983, Tokyo Movie Shinsha e Stern Electronics volevano capitalizzare il successo dei videogiochi animati su laserdisc dell'epoca. Hanno pubblicato il gioco arcade, Cliff Hanger, che ha utilizzato filmati di questo film, insieme al precedente film di Lupin La pietra della saggezza.
Il personaggio femminile principale, Clarisse, è stato citato come un potenziale esempio ancestrale di design dei personaggi moe.
Cagliostro ha profondamente influenzato il cofondatore della Pixar John Lasseter, insieme ai film successivi di Miyazaki; nell'ottobre 2014, Lasseter ha tenuto un discorso di apertura al Tokyo International Film Festival, descrivendo come l'influenza di Miyazaki sulla sua vita e sul suo lavoro sia iniziata quando ha visto per la prima volta alcune sequenze di Cagliostro durante una visita di alcuni dipendenti della TMS nel 1981.
Il film del 1986 Basil l'investigatopo dei Walt Disney Animation Studios, co-diretto da John Musker e Ron Clements, ha reso omaggio a Cagliostro con la sequenza culminante del film sul Big Ben. La scena culminante di due minuti ha utilizzato immagini generate al computer (CGI), rendendolo il primo film Disney a utilizzare ampiamente l'animazione al computer, un fatto che la Disney ha utilizzato per promuovere il film durante il marketing. A sua volta, Basil l'investigatopo ha aperto la strada al Rinascimento Disney.
Gary Trousdale, co-regista di Atlantis - L'impero perduto della Disney, ha ammesso che una scena alla fine del film, in cui le acque si allontanano dalla città sommersa, è stata direttamente ispirata dal finale di Cagliostro.

## Riconoscimenti
- 1979 – Mainichi Film Concours[46]
  - Premio Ōfuji Noburō
- 1981 - Saturn Award
  - candidatura come miglior film internazionale

## Altri media
Vari sono i videogiochi ispirati o che proseguono la storia del film:
- Rupan Sansei - Cagliostro no shiro (per NEC PC-8801, FM-7 e Sharp X1, pubblicato da Toho nel 1985)
- Rupan Sansei - Cagliostro no shiro (per MSX, pubblicato da Toho nel 1987)
- Rupan Sansei - Cagliostro no shiro -Saikai- (per PlayStation, pubblicato da Asmik Ace nel 1997)

Inoltre, i videogiochi Cliff Hanger e Lupin the 3rd - Chronicles contengono scene del film.